# Трансданубия
Трансданубия (венг. Dunántúl — Дунантул; нем. Transdanubien, пол. Transdanubia; хорв. Prekodunavlje или Zadunavlje, словац. Zadunajsko, чеш. Zadunají) или Задунайский край — историческая область Венгрии. Также под этим названием подразумеваются два района Вены, 21-й (Флоридсдорф) и 22-й (Донауштадт), находящиеся на левом берегу (восточном побережье) Дуная.

## Административное деление

### Традиционное толкование
Границы Трансданубии — река Дунай на севере и востоке, реки Драва и Мура на юге, основания Альп на западе примерно вдоль австро-венгерской границы. К Трансдунабии относятся медье Дьёр-Мошон-Шопрон, Комаром-Эстергом, Фейер, Веспрем, Ваш, Зала, Шомодь, Тольна, Баранья и часть Пешта к западу от Дуная (в Средневековье называлась Пилиш).

### Территориальные изменения
Если на севере, востоке и юге границы чётко отмечены Дунаем и Дравой, то западная граница менялась вместе с границей Венгрии. Особенно часто это было заметно в XX веке: до подписания Трианонского договора Бургенланд, Прекмурье и Меджимурска были неотъемлемыми частями Трансданубии, а деревни Русовце, Яровце и Чуново также входили в состав Трансданувии, пока в 1947 году не перешли по Парижскому миру в состав ЧССР. В настоящее время Трансданубия разделена между Венгрией, Австрией, Хорватией и Словакией.

### Еврорегионы
Трансданубия является регионом системы NUTS для Венгрии (уровень 1) и включает в себя Центральную, Западную и Южную Трансданубии. Медье Пешт и Будапешт относятся к региону Центральная Венгрия. Площадь еврорегиона насчитывает 37 тыс. км², население составляет около 3,1 млн. человек.

## География
Территория региона составляет 38 тыс. км² и охватывает почти половину территории Венгрии. Рельеф богат разнообразием холмов, долин, котловин, гор и равнин. Главные возвышенности — Задунайские горы, часть Малого Альфёльда; Альпокалья, Задунайские холмы и Мезёфёльд (часть Большого Альфёльда). Главные реки — Дунай, Драва, Раба, Зала и Капош. В центре Трансданубии находится озеро Балатон, крупнейшее пресноводное озеро Европы. Другими важными озёрами являются Веленце и Фертё.

## История
Исторически к комитатам Трансданубии относились Мошон, Дьёр, Ваш, Зала, Веспрем, Фейер, Комаром, Эстергом, Шомодь, Тольна и Баранья. Они составляли Задунайский округ (лат. Districtus Trans-Danubianus) с начала XVIII века. Границы этих комитатов, образованных Иштваном I Святым, не менялись на протяжении девяти веков вплоть до 1920 года.

### Древний мир
Люди заселили Трансданубию ещё в каменном веке. С 10 года до н.э. по 434 год н.э. Трансданубия была частью Римской империи, входя в состав провинции Паннония — романизированного пограничного региона с такими важными городами, как Скарбантия (Шопрон), Аквинкум, Сопиана (Печ), Горсиум (Тац, Савария (Сомбатхей), и виллами.

### Средневековье
В эпоху Великого переселения народов в Трансданубии обитали гунны, остготы, лангобарды, гепиды, авары, франки и славянские племена. В 900 году в Паннонию пришли кочевавшие венгры, которые там и осели: с 1000 года Трансданубия является частью Королевства Венгрия. Трансданубия являлась одним из важнейших регионов Венгрии с XI века: Эстергом является фактически религиозной столицей страны с 1001 года (там находится резиденция архиепископа Эстергомского), в Секешфехерваре находилась резиденция венгерских королей и проходила их коронация со времён Иштвана I. Другими важными средневековыми городами были Веспрем, Печ, Дьёр и Шопрон. После разорительного похода монголов на Европу на месте разрушенных замков были возведены новые замки, а король Бела IV перенёс столицу в Буду, на правом берегу Дуная. Богатое культурное наследие Средневековья сохранилось в Трансданубии и по настоящее время, начиная от деревенских церквей и заканчивая историческими центрами городов, монастырями и замками.

### Новое время и начало Новейшего времени
Восточная и южная часть Трансданубии в XVI—XVII веках была под турецким владычеством; граница проходила вдоль Задунайских гор и по южному побережью озера Балатон. Охрану границы обеспечивали передовые крепости — «вегвары» (венг. végvár), самыми важными из которых были Дьёр и Надьканижа. Турецкое правление разорило оккупированную часть Трансданубии: многие деревни были сожжены, а население значительно сократилось. Более процветающими были находившиеся под контролем Венгрии территории.
С XVII века набирало движение католической Контрреформации и усиливалась борьба за независимость Венгрии от Габсбургов, а также формировалась католическая аристократия. В 1686 году объединённые силы Габсбургов, Речи Посполитой и Баварии отбили Буду и изгнали турок с венгерских земель. В XVIII веке регион стал постепенно возрождаться: Трансданубию стали заселять венгры, немцы, поляки, словаки и хорваты. В это время были возведены поместья в стиле барокко, принадлежавшие крупным землевладельцам: примерами подобных династий являются Эстерхази в Фертёде и Фестетикс в Кестхее. Исторические памятники архитектуры, выдержанные в стиле барокко, сохранились в Дьёре, Секешфехерваре, Пече и других городах. В XIX веке Трансданубия пережила экономический подъём: благодаря расположению рядом с австрийской границей эта часть Венгрии стала наиболее богатой и процветающей.

### Современность
В эпоху существования Венгерской Народной Республики (1949–1989) в Трансданубии наблюдался рост промышленности: в городах Татабанья, Дунауйварош, Айка и Комло появились крупные заводы, в Пакше была возведена единственная в Венгрии АЭС, а в Пече началась разработка месторождений урана. В Секешфехерваре были построены заводы по производству автобусов компании Ikarus. После 1989 года, когда коммунистический строй прекратил своё существование, только Северная Трансданубия и Будапешт сумели оперативно приспособиться к новым условиям жизни и рыночной экономике, в отличие от других районов Трансданубии, причём сделано это было благодаря зарубежным инвестициям. В 1990-е годы Секешфехервар стал наиболее экономически успешным городом, а Эстергом, Дьёр и Сентготтхард стали центрами автомобилестроительной промышленности, так как там началась сборка автомобилей на заводах компаний Suzuki, Audi и Opel. Однако многие сельские регионы пережили серьёзный экономический кризис, который особенно сильно ударил по Южной Трансданубии и побережью Дравы.